# Johann Daniel Heinbach
 Johann Daniel Heinbach, auch Haynbach (* 1694 in Marburg; † September 1764 in Bremen) war ein deutscher Feuerwerker, Zeichner und Kartograf.

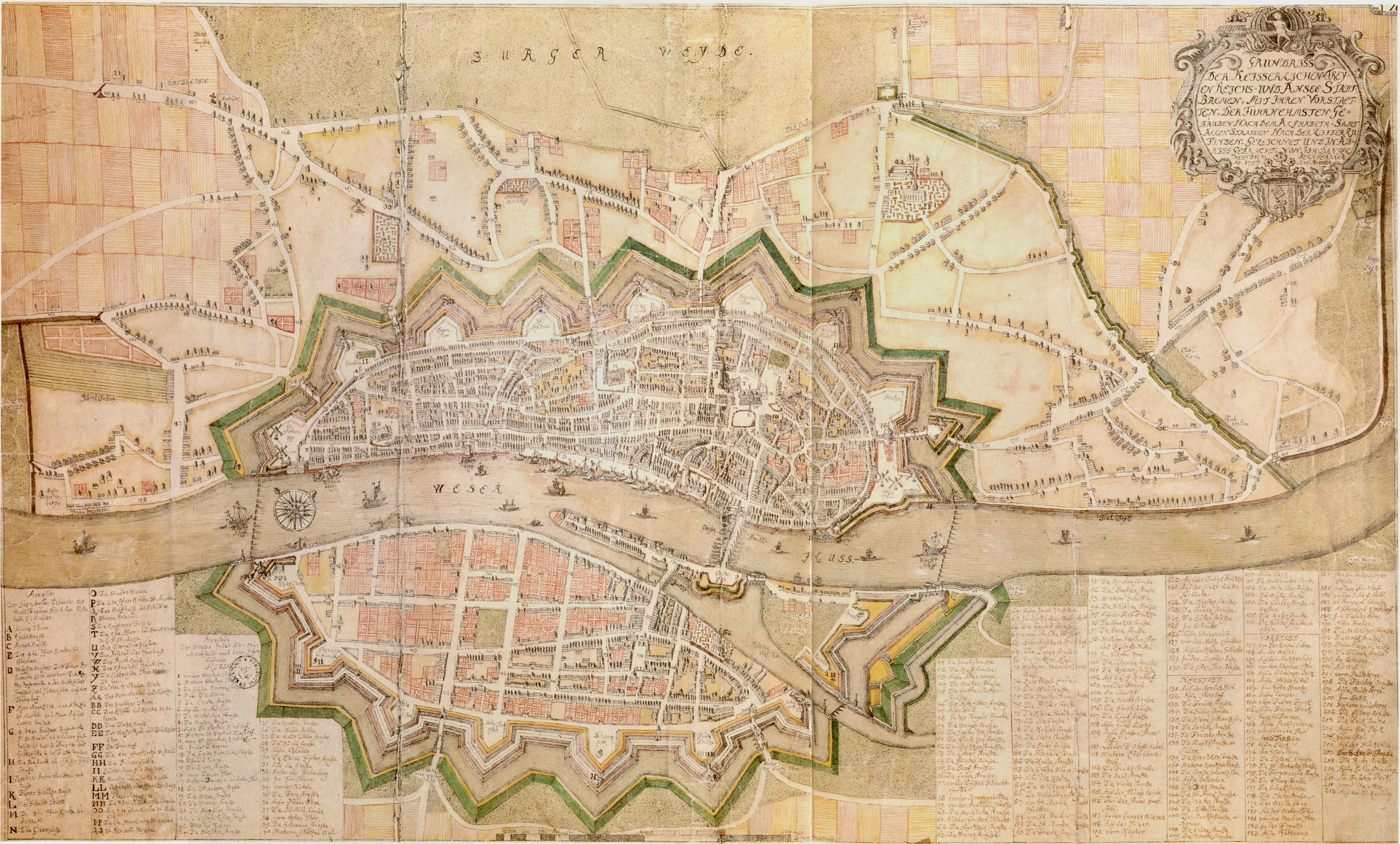
Heinbachs Stadtplan von Bremen von 1757

## Biografie

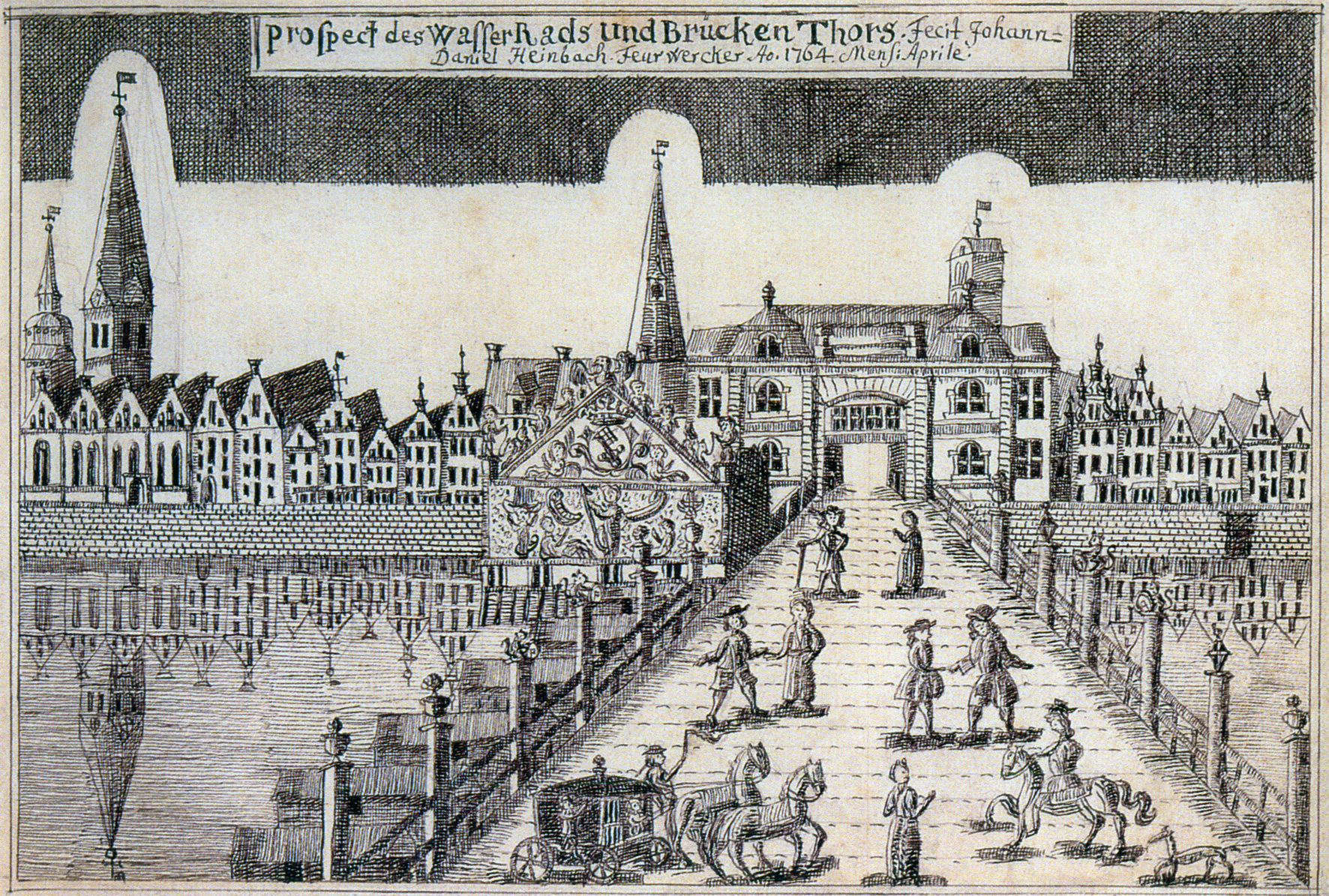
Große Weserbrücke: Federzeichnung von 1764

Heinbachs Familie soll aus dem hessischen Dorf Heimbach stammen. Er erlernte den Beruf eines Gärtners. In Kassel soll er bei gärtnerischen Anlagen tätig gewesen sein.
1727 wurde er Artillerist („Bombardier“) und 1734 „Feuerwerker“ im bremischen Stadtmilitär. Hier zeichnete er ab 1730 zunächst mit großem Fleiß „Abrisse“, also topographische Pläne, vor allem von einzelnen Sektionen der Befestigungswälle mit den zugehörigen Revieren der Bürgerkompanien. 1734 folgte der großformatige Stadtgrundriss von Bremen, 1748 fertigte er einen Plan von Bremen und seinem Landgebiet, dedizierte auch diesen dem Rat, der ihm dafür 40 Taler bewilligte, ihm aber beschied, „sich hinfüro dergleichen Arbeit zu enthalten“. Unter seinen sonstigen Stadtplänen ist die kolorierte Federzeichnung von 1757 wegen ihrer Einbeziehung der Vorstädte besonders originell und aussagekräftig. Er fertigte zwischen 1743 und 1764 auch viele „Prospecte“, Ansichten von öffentlichen Gebäuden, Kirchen, Toren, Brücken und Brunnen an.
Das künstlerische und handwerkliche Talent Heinbachs war begrenzt, doch die Eigenständigkeit und  der Detailreichtum der naiven Federzeichnungen gibt diesen nicht nur einen eigenwilligen Charme, sondern macht sie auch zu einer zuverlässigen und oft unersetzlichen Bildquelle. In seinen Plänen legt er Wert auf eine vogelschauartige Einbeziehung der Straßenansichten; in den frühen Bürgerkompanieplänen sind die Hausfassaden daher sogar noch einfach in die Fläche geklappt. Es sind überwiegend eigenständige Aufnahmen, weitgehend unabhängig von älteren Stadtplänen. Alle sind mit der Feder auf Papier, in einzelnen Fällen auf Pergament gezeichnete, nie für den Druck vorgesehene Unikate.

## Werke (Auswahl)
- Bürgerkompaniepläne, 1730–1733
- Großer Plan der Stadt Bremen, umgeben von mehreren Detailansichten, 1734[1]
- Plan des Gartens von Joh. Oelrichs am Heerdentor, 1742
- Bremen und seine Dörfer, Plan von Bremen und dem Landgebiet, 1748
- Grundriss der ... Stadt Bremen mit ihren Vorstaetten..."[2], 1757
- Prospect der publiquen und öffentlichen Brunnen, 1760[3]
- diverse Sammel- und Einzelansichten von öffentlichen Gebäuden, 1743–64

Einzelne Blätter befinden sich im Staatsarchiv und in der Staats- und Universitätsbibliothek Bremen (Kriegsverluste), ein erheblicher Bestand im Focke-Museum Bremen.

## Nachweise
1. ↑  145 × 120 cm, ausgestellt im Focke-Museum, Inv.Nr. A.81.
2. ↑  Abb. oben und https://gauss.suub.uni-bremen.de/suub/hist/index.jsp – ELIB Bremen.
3. ↑  verschollen, ehem. Staatsbibliothek Bremen. Abb. in: Wasser – Zur Geschichte der Trinkwasserversorgung in Bremen, Focke-Museum, Bremen 1988, S. 54, 55, 132.